# 愛媛県道249号八幡浜保内線
愛媛県道249号八幡浜保内線（えひめけんどう249ごう やわたはまほないせん）は、愛媛県八幡浜市を通る一般県道である。

## 概要
八幡浜市大平から八幡浜市保内町宮内に至る。

### 路線データ
- 起点：愛媛県八幡浜市大平（大平交差点、国道197号交点、大洲八幡浜自動車道 八幡浜IC）
- 終点：愛媛県八幡浜市保内町宮内（宮内交差点、国道197号交点）

## 路線状況

### 道路施設

#### 橋梁
- 青石橋（喜木川、八幡浜市）

#### トンネル
- 須田トンネル：延長623 m、2001年（平成13年）竣工、八幡浜市

## 地理

### 通過する自治体
- 八幡浜市

### 交差する道路
| 交差する道路                                | 交差する場所 | 交差する場所               |
| ------------------------------------------- | ------------ | -------------------------- |
| 国道197号 国道378号 重複 大洲八幡浜自動車道 | 太平         | 太平交差点 / 起点 八幡浜IC |
| 国道197号 国道378号 重複                    | 保内町宮内   | 宮内交差点 / 終点          |

### 沿線
- 八幡浜簡易裁判所
- 向灘郵便局
- 八幡浜市立白浜小学校
- 八幡浜市立保内中学校
- 八幡浜内灘局
- 愛媛県立川之石高等学校
- 八幡浜市役所 保内庁舎